# ديف كاتلر
ديف كاتلر هو لاعب كرة قدم كندية كندي، ولد في 17 أكتوبر 1945 في بيغار في كندا.